# Convención Evangélica Bautista Libanesa
La Convención Evangélica Bautista Libanesa (en inglés: Lebanese Baptist Evangelical Convention) es una asociación cristiana evangélica de iglesias bautistas que tiene su sede en Beirut, Líbano. Ella está afiliada a la Alianza Bautista Mundial.

## Historia
La Convención tiene sus orígenes en la fundación de la primera iglesia bautista en Beirut en 1895 por el pastor estadounidense Said Jureidini. Fue fundada oficialmente en 1955 por varias iglesias. Según un censo de la asociación, en 2023 dijo que tenía 32 iglesias y 1,600 miembros.

## Escuelas
En 1960, fundó el Seminario Teológico Bautista Árabe en Mansourieh.